# زغرتا
زغرتا (به عربی: زغرتا) شهری در استان شمالی لبنان کشور لبنان است که در سرشماری سال ۲۰۰۵ میلادی، ۳۲,۹۱۷ نفر جمعیت داشته است.

## جستارهای وابسته

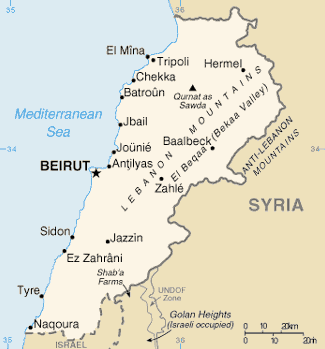
نقشهٔ لبنان